# انتحال شخصية
انتحال الشخصية هو استخدام شخص ما هوية شخص آخر، من أجل الاحتيال، مثل الوصول إلى معلومات سرية، أو الحصول على ممتلكات لا تخصهم. 
مثال
- مثل أن يقوم شخص عادي بانتحال صفة ضابط شرطه ويدخل إلى مكان ما فيعتقد الجميع أنه ضابط ويعاملونه على هذا الأساس ويمكن أن يرتكب جرائم بشعة تحت هذا الستار الخادع، وبذلك يتم فقد القيمة المعنوية لضباط الشرطة على اعتبار امكانية انتحال شخصياتهم
- وكذلك الأمر بالنسبة للمهندسين أو غيرهم من المهن والاعمال.
- كما نجد في التعامل مع الإنترنت يسهل انتحال الشخصية لان الاطراف مخفية وغير ظاهرة فيمكن للمرأة أن تصير رجل والعكس وكثير من الجرائم يمكن أن ترتكب في الخفاء.

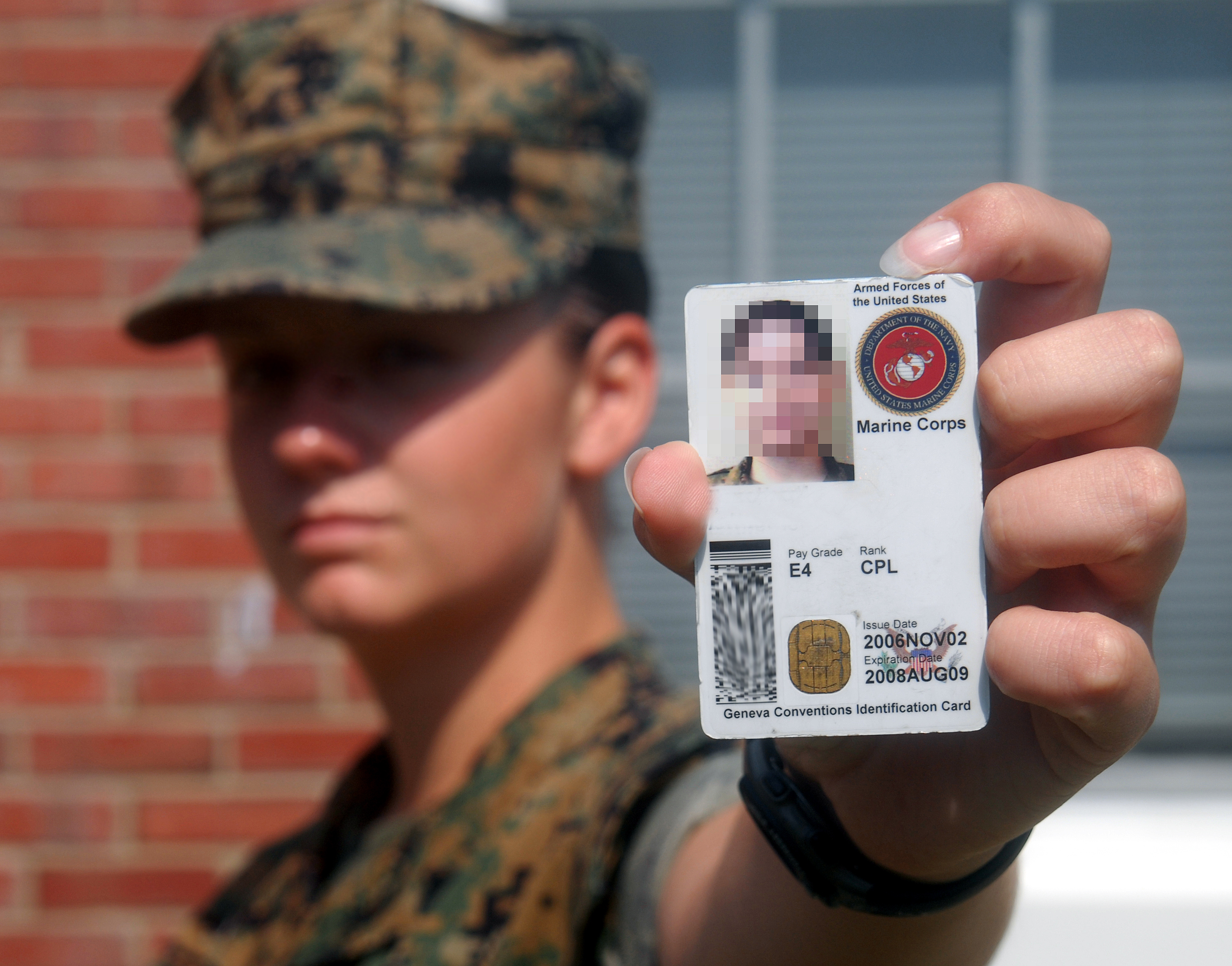
انتحال شخصية رجل الامن

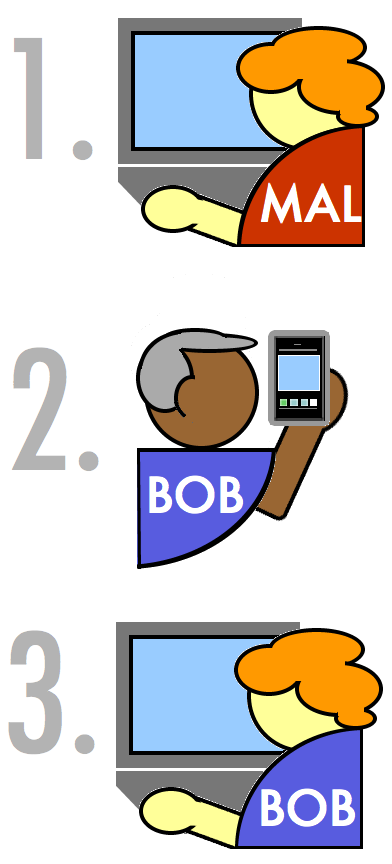
امرأة تنتحل شخصية رجل

## آثار انتحال الشخصية
فقد ثقة المجتمع بمن انتحلت شخصياتهم مثلاً:
- في مجال الطب إذا انتحل شخص شخصية طبيب وبدأ في مزاولة مهنة الطب، فسوف يسبب ضراً بالغاً في المجتمع من جميع النواحي.
- تقول بعض الاراء انتحال شخصية الطبيب جريمة واضحة ومعظم الذين يرتكبونها لا ينشدون هدفاً مادياً بقدر ما أنهم يعانون من خلل نفسي، باعتبار أن الفرد منهم يكون قد فشل أصلاً في دراسة الطب أو لم يكمل دراسته ويريد أن يكون طبيباً ويتمسك بهذا الهدف دون التقيد بالاستحقاقات الواجبة لعمل مثل هذا من تأهيل أكاديمي وضوابط مهنية تقنن تعريف الطبيب فيلجأ إلى انتحال شخصية ممارس مهنة الطب، وهؤلاء الأشخاص دائماً يكونون متطلعين ويجلسون مع الأطباء لمعرفة بعض المصطلحات الطبية التي تعينه في الظهور كأصحاب المهنة، كما يحرص الفرد منهم على تعلّم أكبر قدر من المصطلحات الطبية حتى يُحقق طموحاته.

من المفترض كل مستشفى تريد أن توظف طبيباً أن تتأكد من صحة شهادته بالرجوع للمجلس الطبي ولابدّ للمجلس الطبي أن يكون مرتبطاً بشبكة الإنترنت وأن تتضمن جميع الأطباء المسجلين لديه حتى يستطيع أي شخص اللجوء إليها لمعرفة هذا الطبيب هل هو مسجل أم لا؟ وحتى الطبيب الزائر لابدّ للمجلس الطبي أن يتأكد هل هو مسجل في بلده أم لا؟ 
وكذلك مجال الهندسة وكل المجالات العلمية والمهنية.
الهجمات السيبرانية قد تكون نتيجة أيضًا للتنكر، حيث يتظاهر المتنكر بأنه مستخدم مسموح له للوصول إلى نظام دون إذن، متصرفًا وكأن لديه الحق في القيام بذلك.

### أراء حول انتحال الشخصية
- ان هنالك عدة عوامل تدخل ضمن كيفية تصريف السلوك الإجرامي نفسه في الجرائم التقليدية التي تحتاج لقدرات عقلية وانتحال الشخصية فيه من درجات الذكاء والقدرات العقلية فالإنسان الذي يتقمص شخصية فرد أو وظيفة أو مهنة يكون تلقائياً قد اطلع على المواصفات المتوافرة في صاحب المهنة ومنتحل الشخصية يصنف في أكثر من بُعد على مستوى الشخصية.إذ يعد شخصية غير سوية وفي البعد الآخر يمكن تصنيفه على أنه مرض من الأمراض النفسية
- انتحال الشخصية سلوك إجرامي يحاول من خلاله المجرم الوصول إلى منافع خاصة. وهو ما ينفي أية علاقة له بالامراض النفسية أو العقلية، بل كمبدأ قانوني لا يجوز لأي شخص منهم ان يدفع امام المحكمة بالجنون أو بمرض نفسي في جريمة تقوم على اساس.

## انتحال الشخصية في الإسلام
- فانتحال الشخصية يمكن أن يكون على وجه التنقيص لتلك الشخصية، أو على وجه يسبب له ضرراً، أو على وجه ينال به المنتحل أمراً لا يستحقه، أو على وجه يترتب به الوقوع في أمر محرم، أو على أي وجه آخر غير ما ذكر.
- فإن كان على وجه التنقيص كان من الغيبة وكان حراماً لما في سنن أبي داود عن عائشة رضي الله عنها قالت: . وحكيت له أي رسول الله ﷺإنساناً فقال: ما أحب أني حكيت إنساناً وأن لي كذا وكذا.
- وجاء في عون المعبود عند شرح الحديث المذكور: (فقال): أي النبي ﷺ (ما أحب أني حكيت إنساناً) أي ما يسرني أن أتحدث بعيبه أو ما يسرني أن أحاكيه بأن أفعل مثل فعله أو أقول مثل قوله على وجه التنقيص.
- وفي فيض القدير شرح الجامع الصغير: (ما أحب أني حكيت إنساناً) أي فعلت مثل فعله أو قلت مثل قوله منقصاً له، يقال حكاه وحاكاه، قال الطيبي: وأكثر ما تستعمل المحاكاة في القبيح.

وإن كان ذلك يسبب الإضرار للشخص المنتحل، كان حراماً أيضاً، لما صح عن النبي ﷺ من قوله: لا ضرر ولا ضرار. أخرجه الإمام أحمد في مسنده وهو أيضاً في سنن الدارقطني وغيره.
- وكذا الحكم أيضاً فيما إذا كان المنتحل يفعل ذلك لينال أمراً لا يستحقه، أو كان يترتب على الانتحال الوقوع في أمر محرم، لما في الأولى من الظلم، ولأن ما أدى إلى الحرام كان حراماً.
- وعلى افتراض أن يخلو الانتحال من جميع هذه الافتراضات فلا أقل من أن يكون إخباراً بخلاف الواقع، وهذا كذب ثم إنه قد لا يسلم من أن يكون غشاً للمشاركين في المنتدى فربما غير بعضهم رأيه لو علم أن الكاتب غير فلان، وإن كلا من الغش والكذب محرم،
- فقد قال النبي ﷺ: ومن غشنا فليس منا. رواه مسلم.
- وقال ﷺ: عليكم بالصدق، فإن الصدق يهدي إلى البر، وإن البر يهدي إلى الجنة، وما يزال الرجل يصدق ويتحرى الصدق حتى يكتب عند الله صديقاً، وإياكم والكذب، فإن الكذب يهدي إلى الفجور، وإن الفجور يهدي إلى النار، ولا يزال الرجل يكذب ويتحرى الكذب حتى يكتب عند الله كذاباً. رواه مسلم من حديث عبد الله بن مسعود.
- وأما الكيفية التي يجب عليكم التصرف بها، فهي والله أعلم أنه إذا كان الانتحال المذكور داخلاً في إحدى الحالات الممنوعة فالواجب أن تمنعوا من وقوعه بقدر ما تستطيعونه على حسب مراتب تغيير المنكر، وإن لم يكن داخلاً في المنع فلا نرى وجها للتعرض لفاعله.[3]

## وصلات خارجية
- http://www.okaz.com.sa/new/Issues/20120708/Con20120708515901.htm
- http://www.islamweb.net/fatwa/index.php?page=showfatwa&Option=FatwaId&Id=124173
- http://dfat.gov.au/passports/languages/Lost-or-stolen-passports-ar.html
- http://akhbaar24.argaam.com/article/detail/123956